# Naomi Seibt
Naomi Seibt (Münster, 18 augustus 2000) is een Duitse youtuber en activist die bekend werd vanwege haar scepticisme over door de mens veroorzaakte klimaatverandering. Ze werkte begin 2020 voor de conservatieve Amerikaanse lobbygroep The Heartland Institute.

## Biografie
Seibt volgde haar middelbareschoolopleiding in Münster en won een wedstrijd op het gebied van natuurkunde in de jeugdonderzoekswedstrijd. Ze behaalde een tweede plaats op het gebied van wiskunde en informatica. Vervolgens brak Seibt een studie bedrijfskunde af en ging psychologie studeren.
Ze startte in mei 2019 een YouTube-kanaal. Haar video's waren in november 2020 in totaal ruim 3 miljoen keer bekeken. In de video's bespreekt ze onder meer censuur- en klimaatkwesties.
Seibt wordt door haar sceptische houding in diverse media beschreven als de 'anti-Greta', een verwijzing naar Greta Thunberg. Volgens haar is klimaatalarmisme een anti-humane ideologie en wordt hysterie gebruikt om de klimaatcrisis te overdrijven. Ze gaf in een interview aan dat jonge mensen niet bang gemaakt moeten worden voor de toekomst.
Seibt gaf in 2019 lezingen tijdens de Internationale klimaat- en energieconferentie van het Europäisches Institut für Klima & Energie (EIKE) en in december van dat jaar op het Climate Reality Forum in Madrid. In februari 2020 sprak ze tijdens de Conservative Political Action Conference (CPAC) in de Verenigde Staten.
Op 30 april 2021 is haar YouTube-kanaal verwijderd wegens schending van de communityrichtlijnen van YouTube. Drie maanden later startte ze haar kanaal opnieuw.

## Publicaties
- Nationalismus und moderne Rechte – tatsächlich Vorboten eines neuen Nationalsozialismus?, in "#wir sind noch mehr. Deutschland in Aufruhr." Heruitgave van Hanno Vollenweider. ISBN 978-3-945780-42-8.
- Wertehierarchien und Toleranz., in "#wir sind noch mehr. Deutschland in Aufruhr." Heruitgave van Hanno Vollenweider. ISBN 978-3-945780-42-8.